# Worldwide Pants Incorporated
Worldwide Pants Incorporated är ett produktionsbolag för tv och film ägt av komikern och programledaren David Letterman. Bolaget producerade bland annat pratprogrammen The Late Show with David Letterman och The Late Late Show with Craig Ferguson åt CBS. Bland dess övriga produktioner finns bl.a. Alla älskar Raymond.